# Świętopełk (książę obodrzycki)
Świętopełk (zm. 1129) – książę Obodrytów w latach 1127-1129, syn Henryka Gotszalkowica.
Po śmierci ojca objął władzę nad Obodrytami właściwymi i Chyżanami, podczas gdy mieszkającymi nieco bardziej na zachodzie Wagrami rządził jego brat, Kanut. Rychło doszło do wojny domowej, w trakcie której sprzymierzony z Sasami Świętopełk zajął Wagrię i zamordował brata. Usiłował narzucić swoją zwierzchność Ranom i Wieletom, został jednak pokonany i po spaleniu przez wroga Lubeki uciekł do Sasów, gdzie wkrótce został zamordowany przez jednego z tamtejszych możnych. Niedługo potem zamordowany został także jego syn imieniem Zwinike (Światosław?), co doprowadziło do wygaśnięcia rządzącej od X wieku dynastii Nakonidów.